# Tinghu
Tinghu är ett stadsdistrikt och säte för stadsfullmäktige i Yancheng i Jiangsu-provinsen i östra Kina.
Tinghu utgör kärnan i det som var Yanchengs härad i mer än två tusen år. När häradet omorganiserades till en stad 1983 blev Tinghu ett stadsdistrikt i den nya staden.

## Källa
1. ↑  ”历史沿革”. Arkiverad från originalet den 27 juni 2014. https://web.archive.org/web/20140627110822/http://yancheng.gov.cn/zjyc/lsyg1/. Läst 8 oktober 2014.